# Parent (Puy-de-Dôme)
Parent ist eine französische Gemeinde mit 889 Einwohnern (Stand: 1. Januar 2022) im Département Puy-de-Dôme in der Region Auvergne-Rhône-Alpes (vor 2016 Auvergne). Sie gehört zum Arrondissement Issoire (bis 2017: Arrondissement Clermont-Ferrand) und zum Kanton Vic-le-Comte.

## Geographie
Parent liegt etwa 23 Kilometer südsüdöstlich von Clermont-Ferrand am Allier. Umgeben wird Parent von den Nachbargemeinden Vic-le-Comte im Norden und Osten, Yronde-et-Buron im Süden und Osten, Coudes im Südwesten sowie Montpeyroux im Westen.

## Bevölkerungsentwicklung
| Jahr                       | 1962 | 1968 | 1975 | 1982 | 1990 | 1999 | 2006 | 2013 |
| Einwohner                  | 311  | 511  | 647  | 677  | 696  | 648  | 734  | 803  |
| Quellen: Cassini und INSEE |      |      |      |      |      |      |      |      |

## Sehenswürdigkeiten
- Kirche Saint-Roch